# Art Blejki
Artur "Art" Blejki (11. oktobar 1919—16. oktobar 1990.) bio je američki bubnjar i bend lider. Pošto je prešao u islamsku veru, promenio je ime u Abdulah Ibn Buhaina.
Blejki je počeo da gradi karijeru 40-tih godina XX veka u big-bendovima Flečera Hendersona  i Bilija Ekstajna. Radio je takođe sa bi-bap muzičarima Telonijusom Monkom, Čarlijem Parkerom i Dizijem Gilespijem. Sredinom pedesetih godina, Horas Silver i Blejki osnovali su Džez mesindžerse (Jazz Messengers), sastav u kome je Blejki ostao sledećih 35 godina. Bend je bio sačinjen od muzičara iste generacije, ali tokom godina, ovaj sastav je postao inkubator mladih talenata kao što su Fredi Habard, Vejn Šorter, Li Morgan, Beni Golson i Vinton Marsalis. Biografska enciklopedija džeza (The Biographical Encyclopedia of Jazz) naziva Mesindžerse "prototipom hard-bap benda sa kraja 50-tih godina".
Blejki je ušao u Kuću slavnih časopisa Down Beat (1981. godine), kao i u Kuću slavnih časopisa Modern drummer, 1991.

## The Jazz Messengers
Blejki je, 17. decembra 1947, bio lider benda pod nazivom "Art Blakey's Messengers" na svom prvom albumu za izdavačku kuću Blue Note Records. Ove ploče su tada izdavane na 78 obrtaja i na albumu su se nalazile dve kompozicije. U pitanju je bio oktet i činili su ga još Keni Doram, Sahib Šihab, Musa Kalim i Volter Bišop Džunior.
Otprilike u isto vreme (1947), ili 1949‍:20 vodio je big bend pod nazivom Seventeen Messengers (Sedamnaest mesindžera). Ovaj bend se pokazao kao finansijski neisplativ i ubrzo se rasformirao.‍:20 Upotreba brenda Mesindžers (Messengers) se konačno ustalila za bend koji su u početku vodili zajedno Blejki i Horas Silver, mada se ovaj naziv nije koristio na njihovim najranijim snimcima.
Naziv "Jazz Messengers" je prvi put upotrebljen za bend, pod Silverovim vođstvom, na albumu iz 1954. sa Blejkijem, Henkom Moblijem, Kenijem Doramom i Dagom Votkinsom - isti kvintet je sledeće godine snimio album The Jazz Messengers at the Cafe Bohemia. Donald Bird je zamenio Dorama i 1956, bend je snimio, za izdavačku kuću Columbia Records, album koji je jednostavno nazvan The Jazz Messengers. Blejki je preuzeo naziv benda kad je Silver otišao iz benda posle godinu dana (zajedno sa Moblijem i Votkinsom, sa kojima je napravio novi kvintet), a u naziv benda je uključeno i Blejkijevo ime, tako da se ustalio novi naziv "Art Blakey and the Jazz Messengers". Blejki je vodio ovaj sastav do kraja života.
Mesindžersi su bili prototip hard bap benda pedesetih godina, svirajući energičnu agresivnu ekstenziju bi-bapa sa naglašenim korenima u bluzu. Pred sam kraj 50-tih godina, saksofonisti Džoni Grifin i Beni Golson su bili, jedan za drugim, tokom kraćeg perioda, članovi benda. Golson je, kao muzički direktor, komponovao nekoliko džez standarda koji su postali deo stalnog repertoara Mesindžersa, kao što su "I Remember Clifford" i "Blues March", i koje su kasnije izvodile i nove postave benda. "Along Came Betty" i "Are You Real" su još neke od poznatijih kompozicija koje je Golson napisao za Blejkija.
U periodu od 1959 do '61, članovi benda su bili tenor saksofonista Vejn Šorter, trubač Li Morgan, pijanista Bobi Timons i basista Džimi Merit. Od 1961-64, Mesindžersi su bili sekstet, sa dodatim članom Kertisom Fulerom na trombonu, a Morgana i Timonsa su zamenili Fredi Habard i Sidar Volton, na trubi i klaviru. Bend je postao mesto za dokazivanje mladih talenata. Iako su se veterani povremeno pojavljivali u bendu, u svakoj novoj postavi Mesindžersa je bilo novih mladih muzičara. Sviranje u Mesindžersima, kao deo biografije, bila je inicijacija u svet džeza i odmah garantovalo dobru reputaciju.
Mnogi koji su prošli kroz školu Džez mesindžersa postali su džez zvezde, kao: Li Morgan, Beni Golson, Vejn Šorter, Fredi Habard, Bobi Timons, Kertis Fuler, Čak Manđone, Kit Džeret, Džoen Brakin, Vudi Šo, Vinton Marsalis, Brenford Marsalis, Terens Blanšard, Donald Herison, Malgru Miler.

## Diskografija
Najpoznatiji albumi:
- Art Blakey And The Jazz Messengers (1959)
- Free For All (1965)
- The Big Beat (1960)
- Mosaic (1962)
- Caravan (1963)
- A Night in Tunisia (1961)
- At The Cafe Bohemia, Volume 1 (1956)
- Buhaina's Delight (1963)
- Indestructible (1964)

## Spoljašnje veze
- The Estate of Art Blakey
- Drummerworld: Art Blakey